# تيرابيا
تيرابيا (بالرومانية: Terapia)‏ هي شركة أدوية رومانية تأسست عام 1921. يقع المقر الرئيسي للشركة في كلوج نابوكا ولها مراكز إقليمية في موسكو وكييف. الشركة هي جزء من شركة دايتشي سانكيو متعددة الجنسيات.
تُنتج شركة تيرابيا رانباكسي مجموعة واسعة من الأدوية والعقاقير، مُعظمها في مجال أمراض القلب والأوعية الدموية، والمضادات الحيوية، وخفض الكولسترول، وحاصرات بيتا وأدوية تخفيف الآلام.